# One Piece: Norowareta Seiken
One Piece: Norowareta Seiken (ONE PIECE 呪われた聖剣 Wan Pīsu Norowareta Seiken?) (en español: La maldición de la espada sagrada y en inglés: Curse of the Sacred Sword) es la quinta película basada en el anime y manga One Piece estrenada en cines en marzo de 2004.

## Argumento
Luffy y la tripulación van a una isla en busca de una legendaria espada, se dice que es la más cara del mundo. En tanto Marines ataque, hermosas doncellas dividen a la tripulación. Zoro traiciona a la tripulación para ayudar a un viejo amigo, mientras que Luffy y Usopp vagar a través de una cueva, en tanto el resto ayudar a un pueblo a luchar contra los marines. Cuando Zoro derrota a Sanji y toma la perla sagrada para entregársela a Saga siendo esa la única defensa contra la espada maligna que sumirá al mundo en la oscuridad.

## Personajes
- Mayumi Tanaka como  Monkey D. Luffy
- Kazuya Nakai como Roronoa Zoro.
- Akemi Okamura como Nami.
- Kappei Yamaguchi como Usopp.
- Hiroaki Hirata como Sanji.
- Ikue Ohtani como Tony Tony Chopper.
- Yuriko Yamaguchi como Nico Robin.

## Personajes exclusivos de la película
- Touma
- Izaya
- Saga
- Maya
- Bisumaruku
- Bukong

## Música
Tema de cierre (ending)
- "Ano Basho e" por Harebare